# Truppenübungsplatz Schwarzenborn

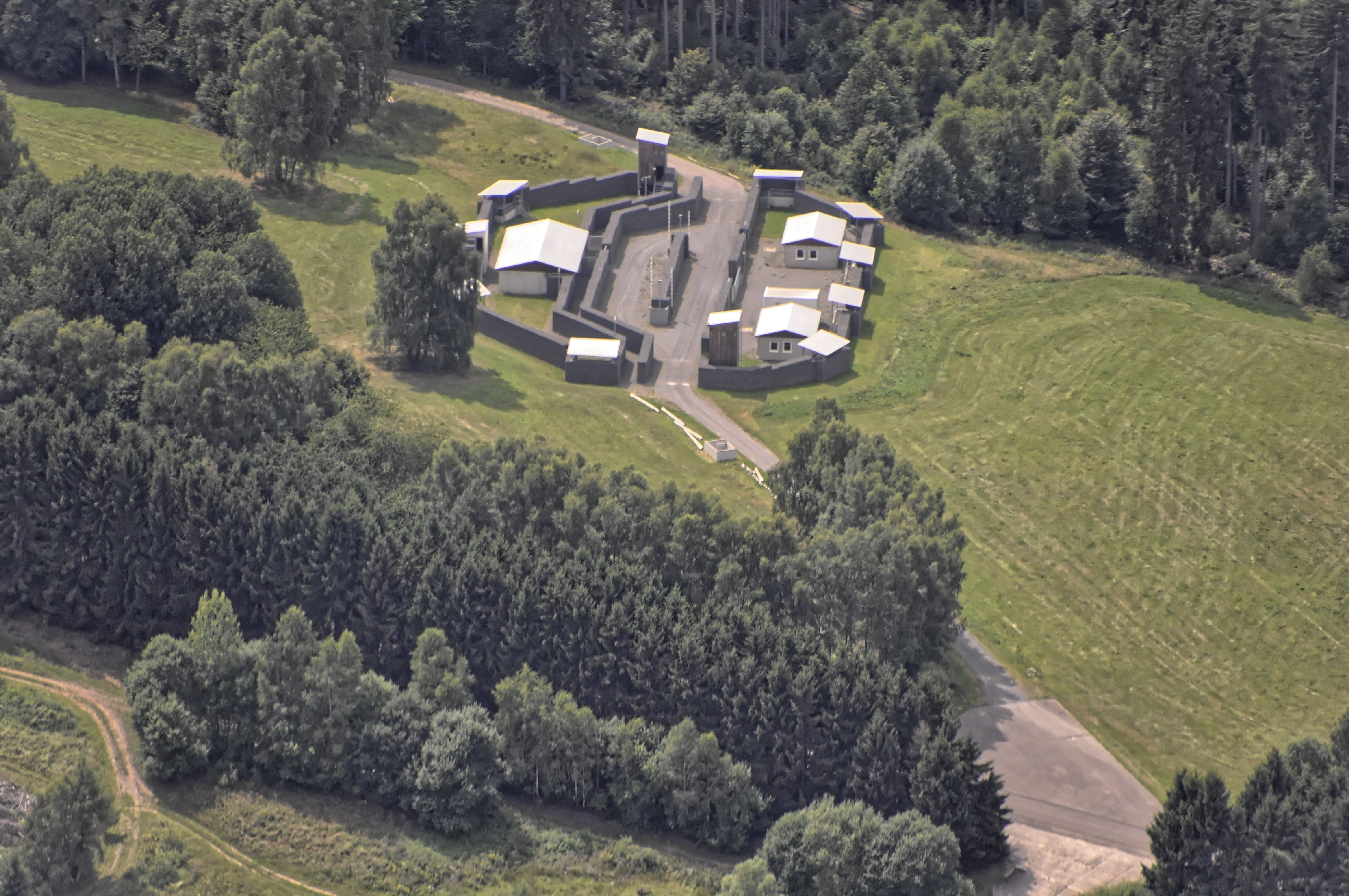
Ein Eingang zum Truppenübungsplatz Schwarzenborn

Der Truppenübungsplatz Schwarzenborn (militärische Kurzform TrÜbPl Schwarzenborn) wurde mit Wirkung zum 1. Januar 2014 zum Standortübungsplatz der Bundeswehr in Hessen. Er ist nach dem neben ihm gelegenen Ort Schwarzenborn benannt. Der Standortübungsplatz umfasst rund 1.800 ha Fläche. Hiervon entfallen ca. 800 ha auf Wiesen und Ackerland und rd. 835 ha auf Waldgebiete. Verkehrswege und Gewässer bilden den Rest der Gesamtfläche.

## Kaserne (Lager Schwarzenborn)
Drei Kilometer südwestlich von Schwarzenborn befindet sich die Knüll-Kaserne mit dem dazu gehörendem 1800 Hektar großen Standortübungsplatz als Standort der Bundeswehr. Sie untergliedert sich in einen technischen Bereich, einen Unterkunftsbereich und das Bundeswehrdienstleistungszentrum. Die Kaserne verfügte mit ihrer Errichtung im Jahre 1934 bereits über eine Infrastruktur. Sie wurde seither in mehreren Etappen ausgebaut, so dass heute sechs wesentliche Etappen der Liegenschaftsentwicklung erkennbar sind. Heute sind hier hauptsächlich das Jägerbataillon 1 und das nichtaktive Jägerbataillon 921 stationiert.

## Geschichte und Belegung heute
Die Geschichte des Truppenübungsplatzes und der Knüll-Kaserne reicht bis auf die Zeit der Armee des Deutschen Kaiserreiches zurück. Die Hochflächen des Knüllgebirges wurden am Ende des 19. Jahrhunderts für Kaisermanöver sowie für Artillerieschießübungen genutzt. 1899 begannen Verhandlungen zur Schaffung eines Truppenübungsplatzes, die jedoch am Widerstand der Stadt Schwarzenborn und von Landwirten scheiterten. Doch auch nach dem Ersten Weltkrieg wurde das Gelände durch die deutlich reduzierte Reichswehr für Übungszwecke genutzt. Mit dem Ende der Weimarer Republik und der nationalsozialistischen Machtübernahme 1933 interessierte sich die paramilitärisch organisierte SA der NSDAP für das Gebiet. So fand 1933 ein großes Zeltlager dieser Organisation hier statt. Die damals noch unter dem Kommando der SA stehende Schutzstaffel erreichte 1934 den Erwerb von Flächen rund um Schwarzenborn. Es schlossen sich unmittelbar die Vorbereitungsarbeiten für die Errichtung eines Übungsplatzes und eines Barackenlagers an. Das bereits im selben Jahr fertiggestellte „Lager Schwarzenborn“ wurde nach der Entmachtung der SA dem Reichsstab der Landespolizei übergeben. 1936 übernahm die Wehrmacht den Truppenübungsplatz und das Lager. Sie ließ es weiter ausbauen und nutzte ab 1. Mai 1936 die Einrichtungen sowie das Gelände für militärische Übungen. Die auf dem Truppenübungsplatz liegenden Einheiten wechselten bis zum Ende des Zweiten Weltkrieges ständig.
Nach Kriegsende wurden die Flächen des Truppenübungsplatzes zunächst zivil genutzt. Im Lager wurden durch die Alliierten hochrangige Nazis inhaftiert. Doch bereits ab 1946 wurde es als Auffanglager für ehemalige Zwangsarbeiter, Kriegsgefangene aus Osteuropa und – unter US-amerikanischer Aufsicht – als DP-Lager genutzt. Dieses für 1500 Menschen ausgelegte DP-Lager wurde am 20. August 1946 eröffnet und am 31. Oktober 1947 geschlossen. Es beherbergte überwiegend aus Polen geflüchtete Juden, zuletzt 543 Personen, die in ein DP-Lager in Kassel umgesiedelt wurden.
1948 übernahm die Hessische Landesregierung das Lager und nutzte die Unterkünfte für eine Lungenheilstätte.
Der Truppenübungsplatz und das Lager Schwarzenborn wurden bereits 1955 von der Bundeswehr übernommen. Ab dem 1. Mai 1955 war hier bis zum 31. März 2007 die Truppenübungsplatzkommandantur Schwarzenborn eingerichtet, die sich ab 1. April 2007 bis zum 31. Dezember 2013 nur noch „Truppenübungsplatz Schwarzenborn“ nannte. Die Lungenheilanstalt räumte das Lager, das 1959 aus Gründen der Desinfektion fast vollständig niedergebrannt wurde.
Nach der Übernahme des Truppenübungsplatzes und des Lagers Schwarzenborn durch die Bundeswehr zog am 2. Juni 1959 das Panzergrenadierbataillon 51 ein. Dieses Bataillon war am 18. März 1959 im Lager Stegskopf in Daaden-Emmerzhausen aufgestellt worden. Von Schwarzenborn wurde es im Dezember 1961 nach Rotenburg an der Fulda in die 1958 bis 1961 erbaute Alheimer-Kaserne verlegt.
Am 1. April 1961 wurde am Standort die Flugabwehrbatterie 50 aufgestellt, die hier zunächst bis zum 26. November 1962 verblieb und sodann nach Fritzlar in die Georg-Friedrich-Kaserne verlegt wurde.
Das am 16. November 1961 in der Spilburg-Kaserne in Wetzlar aufgestellte Panzergrenadierbataillon 132 wurde im Dezember 1961 in die Knüll-Kaserne verlegt. Es erfuhr mit der Heeresstruktur 3 am 11. März 1973 eine Umbenennung in Jägerbataillon 132 und mit der Heeresstruktur 4 am 1. Oktober 1981 eine weitere in Panzergrenadierbataillon 152. Auf diese Weise wurde ein ursprünglich der Panzergrenadierbrigade 13 zugeordneter Verband zu einer Einheit der Panzerbrigade 15, beide unter dem Kommando der 5. Panzerdivision. Das Ende des Kalten Krieges führte zunächst zu keinen Veränderungen für das Bataillon. Erst zum 1. Juli 2006 wurde es zum Jägerregiment 1 umgegliedert. Zum 1. Juli 2015 fand eine weitere Umstrukturierung zum Jägerbataillon 1 statt, das bis heute in der Kaserne liegt.
Die im Lager Stegskopf (Truppenübungsplatz Daaden) im Jahr 1962 aufgestellten Ausbildungskompanien 1/5 und 2/5 wurden noch im selben Jahr nach Schwarzenborn verlegt. Während die Ausbildungskompanie 1/5 bereits 1974 aufgelöst wurde, ereilte dieses Schicksal die Ausbildungskompanie 2/5 erst 1977. 1962 war in der Fritsch-Kaserne in Koblenz die Ausbildungskompanie 12/5 aufgestellt und ebenfalls im selben Jahr nach Schwarzenborn verlegt worden. Diese Kompanie wurde 1978 außer Dienst gestellt.
1976 wurde die Kaserne bei Schwarzenborn offiziell zum Standort der Bundeswehr.
Die 2. (Panzergrenadier-)Kompanie des am 1. Oktober 1980 in der Fritsch-Kaserne in Koblenz aufgestellten gemischten und teilgekaderten Panzerbataillon 151 war von 1981 bis zur Auflösung des Bataillons am 30. September 1992 in der Knüll-Kaserne stationiert.
Die Fahrschulgruppe Schwarzenborn war in den 1980er Jahren in der Kaserne aktiv.
Seit 1. August 2009 befindet sich auch in der Kaserne die BWI Informationstechnik GmbH Schwarzenborn als IT-Dienstleister der Bundeswehr.
Mit der Umgliederung des Jägerregiments 1 zum Jägerbataillon 1 erfolgte zum 1. Juli 2015 auch die Aufstellung des nichtaktiven Jägerbataillon 921, das bis heute in der Kaserne beheimatet ist. Die Ausbildungsunterstützungskompanie 1 wurde ebenfalls zum 1. Juli 2015 in Schwarzenborn gebildet. Sie wurde zum 1. März 2020 in Fernmeldeausbildungskompanie Division Schnelle Kräfte umbenannt.
Für die medizinische Versorgung war am Standort zwischen dem 1. Juli 1973 und dem 31. März 1981 die Zahnstation (Terr) H 428 sowie die Zahnarztgruppe 405/4 zwischen dem 1. April 1981 und dem 31. Dezember 1998 eingerichtet. Vom 1. Juli 1984 bis zum 30. September 2015 war die Sanitätsstaffel Schwarzenborn in der Kaserne stationiert sowie im gleichen Zeitraum das Sanitätszentrum Stadtallendorf Teileinheit Schwarzenborn eingerichtet. Zwischen dem 1. Juli 1972 und dem 30. Juni 1997 war der Sanitätsbereich 44/3 mit Material ausgestattet.
Dem Truppenübungsplatz und der Kaserne dienten ferner die Standortverwaltung Schwarzenborn, später die Außenstelle Schwarzenborn der Standortverwaltung Homberg, der Servicecenter Schwarzenborn, die Standortfernmeldeanlagen 415/103 und 415/104, die Fernmeldeanlagen Bundeswehr 401/206 und 401/223, die Standortmunitionsniederlage 441/3, die Übungsschießanlage Fliegerabwehr aller Truppen 441/1 sowie die Standortschießanlage 441/8. Aktuell ist seit 1. März 2006 am Standort der Stützpunkt Schwarzenborn der Heeresinstandsetzungslogistik und seit 1. Juni 2013 die Bundeswehrfeuerwehr Schwarzenborn, die zuvor seit 1988 als Truppenübungsplatzfeuerwehr Schwarzenborn Dienst getan hatte, eingerichtet.
Ab 2008 begannen in der Knüll-Kaserne umfangreiche Sanierungs-, Neu- und Ausbauarbeiten. Das Hessische Baumanagement gab zudem eine Zielplanung der Liegenschaft und ein Liegenschaftsbezogenes Konzept der Außenanlagen in Auftrag.
Das Stationierungskonzept 2011 der Bundeswehr brachte das Aus für den Truppenübungsplatz Schwarzenborn. Er wurde am 31. Dezember 2013 in einen Standortübungsplatz umgewandelt.
Im Zuge der Flüchtlingswelle aus Syrien wurden im August 2015 in der Knüll-Kaserne Zelte für 500 Flüchtlinge errichtet. Anfang September 2015 protestierten die Asylsuchenden gegen die Unterbringungssituation in einer Zeltstadt der Schwarzenborner Knüll-Kaserne.
Im April 2017 wurde bei Terrorermittlungen gegen Bundeswehrsoldaten der Bundeswehroffizier Franco A. festgenommen, der ein Doppelleben als syrischer Flüchtling führte und einen rechtsterroristischen Anschlag geplant haben soll. Er war auch in der Knüll-Kaserne stationiert gewesen. In der Folge kam es auch hinsichtlich der Umsetzung des Traditionserlasses der Bundeswehr zu Untersuchungen und Kontrollen in der Knüll-Kaserne.
Am 14. Juni 2023 wurde am Standort die Fernspähkompanie 1 neu aufgestellt.